# Myrmicaria natalensis
Myrmicaria natalensis är en myrart som först beskrevs av Smith 1858.  Myrmicaria natalensis ingår i släktet Myrmicaria och familjen myror.

## Underarter
Arten delas in i följande underarter:
- M. n. eumenoides
- M. n. natalensis
- M. n. navicula
- M. n. nigriventris
- M. n. obscuriceps
- M. n. taeniata
- M. n. verticalis